# Баровиль
Барови́ль (фр. Baroville) — коммуна во Франции, находится в регионе Шампань — Арденны. Департамент — Об. Входит в состав кантона Бар-сюр-Об. Округ коммуны — Бар-сюр-Об.
Код INSEE коммуны — 10032.
Коммуна расположена приблизительно в 190 км к востоку от Парижа, в 90 км южнее Шалон-ан-Шампани, в 50 км к востоку от Труа.

## Население
Население коммуны на 2008 год составляло 353 человека.
| 1962 | 1968 | 1975 | 1982 | 1990 | 1999 | 2008 |
| ---- | ---- | ---- | ---- | ---- | ---- | ---- |
| 358  | 367  | 333  | 350  | 333  | 329  | 353  |

## Экономика
Основу экономики составляет виноградарство.
В 2007 году среди 217 человек в трудоспособном возрасте (15—64 лет) 167 были экономически активными, 50 — неактивными (показатель активности — 77,0 %, в 1999 году было 70,0 %). Из 167 активных работали 162 человека (89 мужчин и 73 женщины), безработных было 5 (2 мужчины и 3 женщины). Среди 50 неактивных 15 человек были учениками или студентами, 24 — пенсионерами, 11 были неактивными по другим причинам.

## Достопримечательности
- Церковь Сен-Этьен (XVIII век)
- Укреплённый дом в долине Морво, летняя резиденция аббатов Клерво в XVIII веке, разрушен во время Великой французской революции